# Fajjúm-oázis

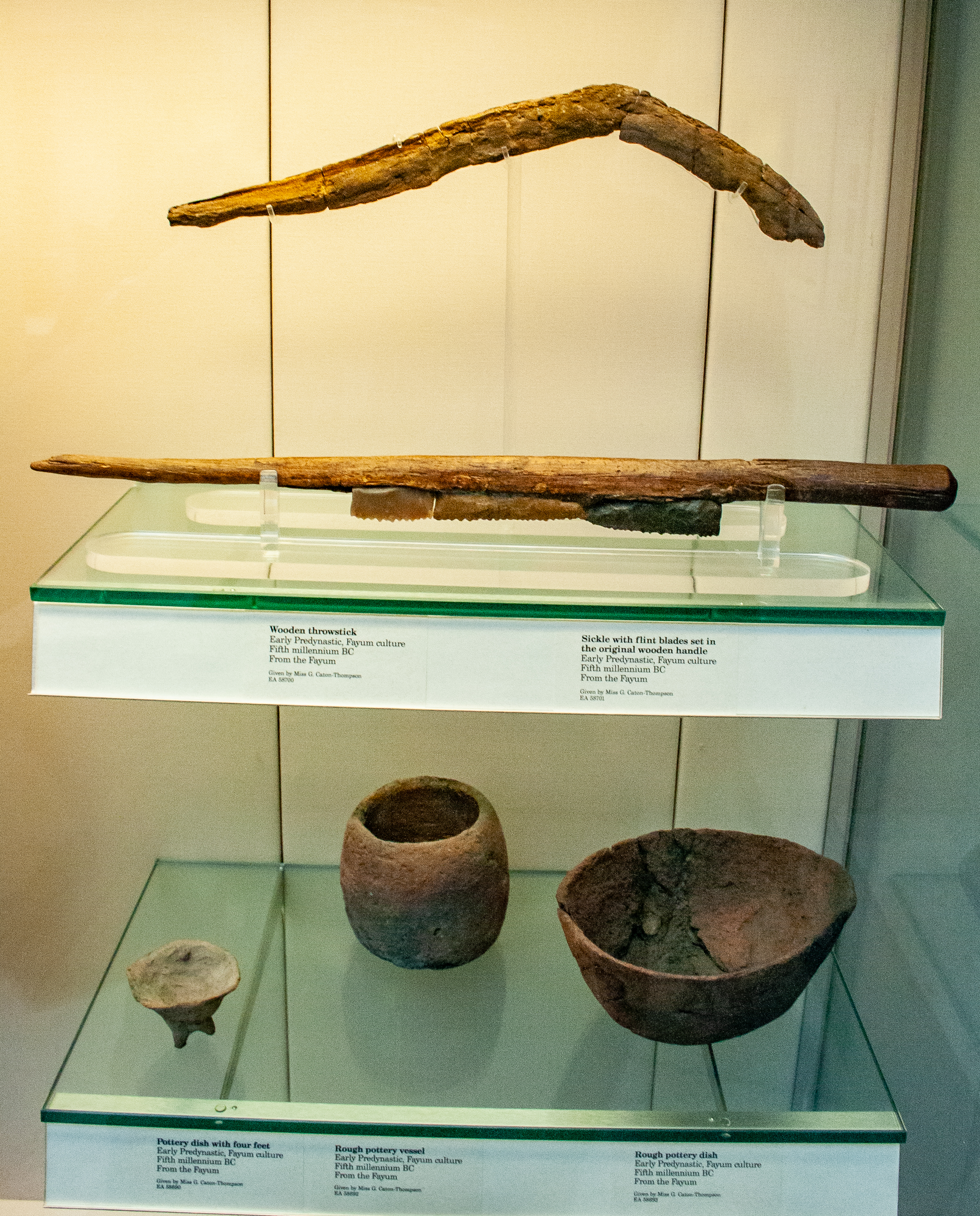
Az i. e. 5. évezredből származó leletek az oázis területéről; felül hajítófa

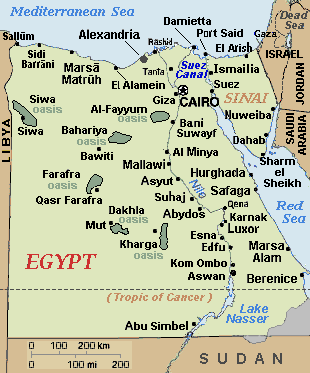
Egyiptom nagyobb kiterjedésű oázisai (zölddel)

A Fajjúm-oázis, vagy El-Fajjúm oázis (arab: الفيوم) Egyiptom területén, Kairótól kb. 80 km-re délnyugatra, a Nílus-völgye közelében egy mélyedésben fekszik.
Az oázis területe 1300-1800 km², lakossága kb. 1,6 millió fő. Legnagyobb városa az azonos nevű, kb. 350 ezer fő lakosú Fajjúm (Medīnet el Fajjūm).
Fajjúm területén volt az ókori Crocodilopolis, a krokodilistenség, Szobek kultikus központja.
Itt található a Kárúni-tó, amelyet korábban a Nílus vize táplált. Az ókori neve Moirisz-tó volt, és az akkori vízszintje és területe jóval nagyobb volt. A tó és környéke gazdag madárvilággal rendelkezik.
Az oázis és a benne található Kom Osim - Karanisz, a Kaszr Kárún romjai, a Medinet Maadi — Narmuthisz város , illetve Renenutet kobraistennő templomával 1994 óta a világörökség javaslati listáján szerepel.

## Látnivalók
- Fajjúm város
- Kom Osim: Karanisz (múzeum, ókori romok)
- Hawara piramisa
- El-Lahún — Káhún, II. Szenuszert fáraó piramisa és síregyüttese
- Ain as-Siliyiin forrásai és kertjei
- Káruni-tó
- Kaszr Kárún romjai
- Medinet Maadi — Narmuthisz város , illetve Renenutet kobraistennő templomával; ez utóbbi az egyetlen, a Középbirodalom idejéből fennmaradt templom.

## Városok
Az oázis nagyobb települései:
| Város    | Transzkr. | arab    | Népesség 1996 | Népesség 2006 |
| -------- | --------- | ------- | ------------- | ------------- |
| Fayyum   | el-Fayyūm | الفيوم ‎ | 260.964       | 316.772       |
| Sennures | Sinnūris  | سنورس ‎  | 68.425        | 82.134        |
| Ibsaway  | Ibšawāy   | إبشواى ‎ | 41.987        | 55.172        |
| Tamiya   | Ṭāmiya    | طامية ‎  | 38.453        | 48.682        |
| Itsa     | Aṭsā      | أطسا ‎   | 37.143        | 46.564        |

## Galéria

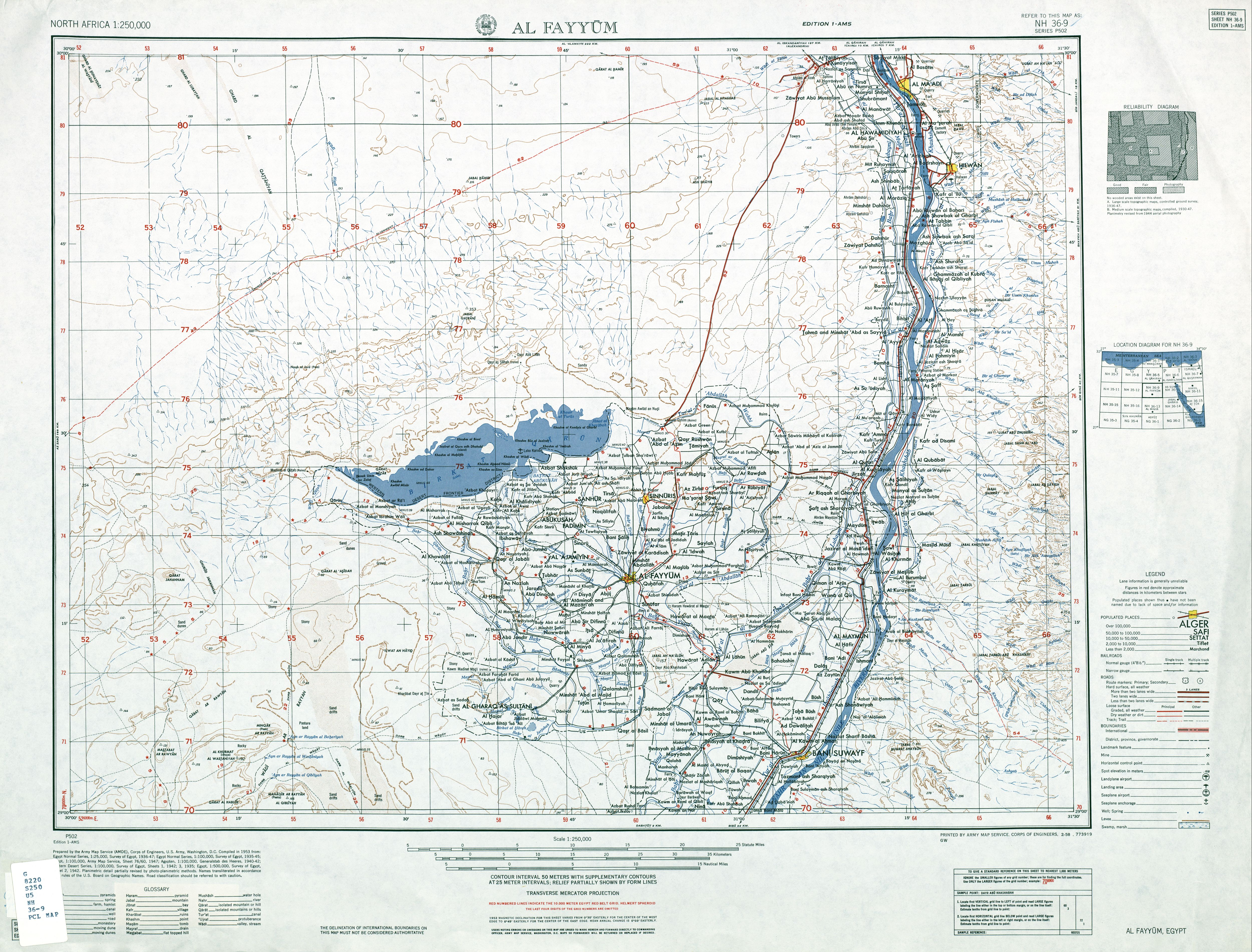
A Fajjúm-oázis és környékének térképe
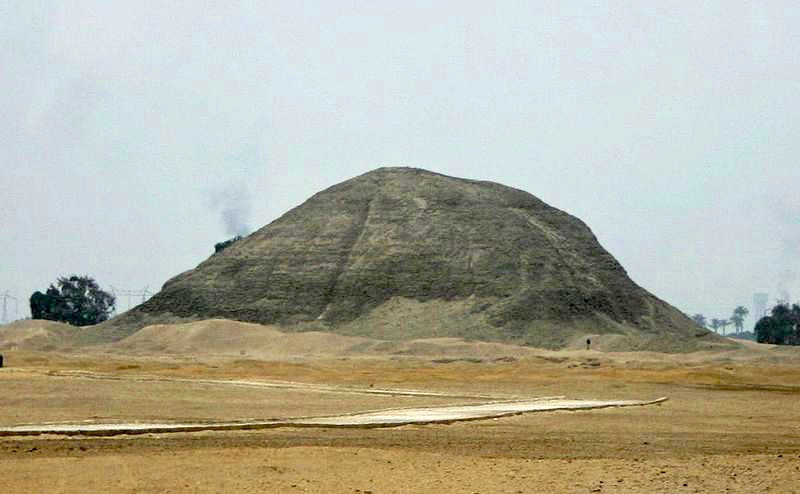
III. Amenemhet piramisa Hawara mellett
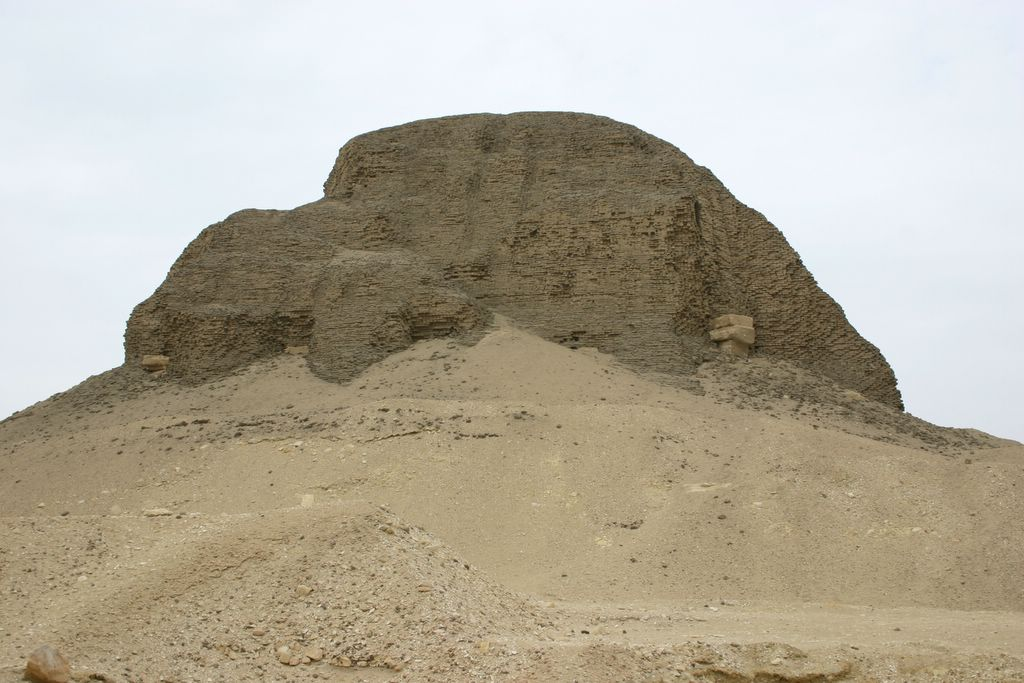
II. Szenuszert piramisának romja El-Lahun mellett
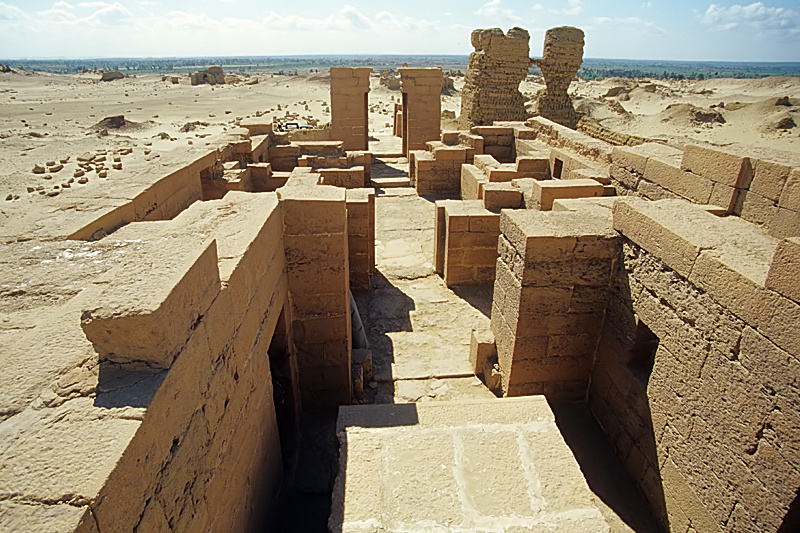
Karanisz romjai
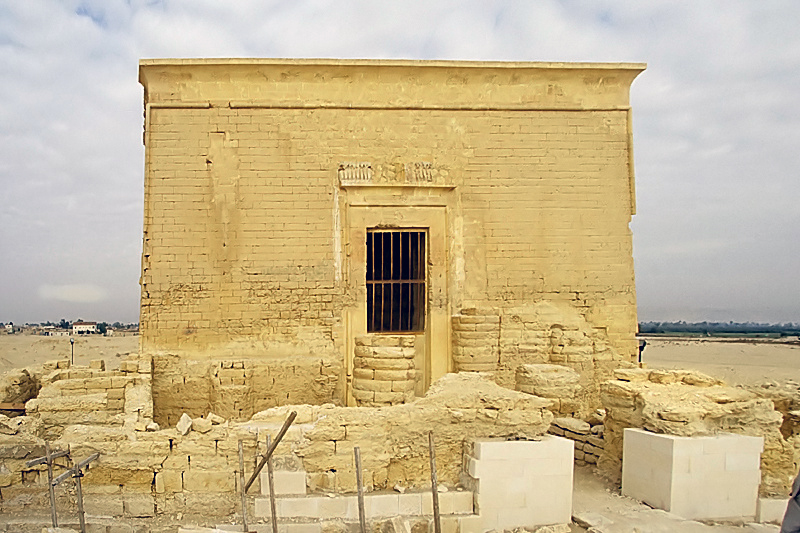
Qasr Qarun egy ókori épülete

## Fordítás
- Ez a szócikk részben vagy egészben  a   Faiyum oasis című angol Wikipédia-szócikk fordításán alapul.  Az eredeti cikk szerkesztőit annak laptörténete sorolja fel. Ez a jelzés csupán a megfogalmazás eredetét és a szerzői jogokat jelzi, nem szolgál a cikkben szereplő információk forrásmegjelöléseként.